# BK Drott
Bollklubben Drott war ein schwedischer Fußballverein aus Helsingborg. In den Anfangszeiten des schwedischen Ligasystems spielte die Mannschaft mehrere Jahre zweitklassig.

## Geschichte
BK Drott gründete sich 1918. Bei der Einführung des schwedischen Ligasystems spielte die Mannschaft zunächst unterklassig. Nachdem sie 1928 in die Drittklassigkeit aufgestiegen war, gelang als Staffelsieger der Division 3 Sydsvenska mit zwei Punkten Vorsprung auf Lunds BK der Einzug in die Aufstiegsrunde zur zweiten Liga. Dort wurde der Göteborger Klub Landala IF besiegt und somit der Durchmarsch in die Zweitklassigkeit bewerkstelligt. Auch hier spielte die Mannschaft direkt im vorderen Bereich mit und belegte in der ersten Spielzeit mit einem Punkt Rückstand auf Malmö FF den zweiten Platz in der Division 2 Södra. In der folgenden Saison konnte der Klub nicht an den Erfolg anknüpfen und spielte gegen den Abstieg, mit zwei Punkten Abstand auf den von IFK Kristianstad belegten Abstiegsplatz gelang jedoch der Klassenerhalt. In der anschließenden Spielzeit fehlten als Vizemeister hinter Halmstads BK wiederum vier Punkte zur Teilnahme an der Qualifikationsrunde zur Allsvenskan. Erneut folgte der Einbruch und dieses Mal musste der Verein zusammen mit Lessebo GIF in die dritte Liga absteigen.
In der dritten Liga ging es für BK Drott erneut gegen den Abstieg, der 1936 erfolgte. Zwischen 1941 und 1947 spielte der Verein erneut drittklassig, bis die Mannschaft nach dem Abstieg 1949 wieder aufstieg. Als Tabellenvierter verpasste der Klub hinter Lunds BK, Alets IK und Kalmar AIK die Rückkehr in die Zweitklassigkeit. Erneut folgte der direkte Einbruch und BK Drott stieg im Folgejahr wieder ab. 1954 und 1963 gelang jeweils für eine Spielzeit die Rückkehr in die dritte Liga. Anschließend spielte die Mannschaft mir kurzen Unterbrechungen stets auf dem vierten Liganiveau, ehe sich nach dem Abstieg in die Fünftklassigkeit 1976 der Verein aus dem höherklassigen schwedischen Fußball verabschiedete.
1991 ging BK Drott eine Kooperation mit Helsingborgs Södra BIS ein und löste sich auf. Unter dem Namen Kamratföreningen Gamla Drottare entstand bereits 1979 ein Alumniverein, der den Austausch mit ehemaligen Aktiven, Leitern und Anhängern fördert.